# Gösta Knutsson

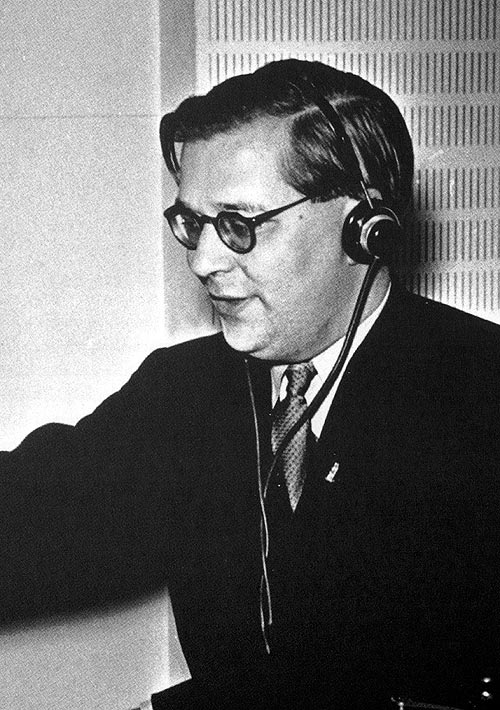
Gösta Knutsson in den 1950er-Jahren.

Gösta Lars August Knutsson (eigentlich: Johansson; * 12. Oktober 1908 in Stockholm; † 4. April 1973 in Uppsala) war ein schwedischer Radioproduzent und Autor einer Kinderbuchreihe namens Pelle Svanslös um den kleinen, schüchternen Kater Pelle, der keinen Schwanz hat.

## Leben
Nach seiner Jugend in Stockholm ging er zum Studium an die Universität Uppsala in Uppsala, wo er dann auch den Rest seines Lebens wohnte. Nach dem Abschluss seines Studiums war er von 1936 bis 1938 Vorsitzender der Studentenvereinigung Uppsala. Von 1940 bis 1942 war er Redakteur von deren Zeitung Ergo. Während dieser Zeit wurde er auch Vorsitzender der Abteilung Uppsala des Nationalen Radios von Schweden, wo er sein gesamtes Berufsleben von 1936 bis 1969 blieb und dort u. a. das noch neue Genre der Quizshow nach Schweden brachte.
Am bekanntesten ist Knutsson jedoch für seine Kinderbücher um den Kater „Pelle Ohneschwanz“, einen gutmütigen, aber oft auch naiven und schüchternen kleinen Kater, dessen Schwanz von einer Ratte abgebissen wurde, als er noch klein war. Die Bücher enthalten noch weitere Katzen, die in der Gegend um die Universität und die Kathedrale in Uppsala leben. Knutsson erklärte, der Charakter basiere auf einer realen Katze, die er in seiner Kindheit einmal gesehen habe. Außerdem entspreche der Kater auch seinem Naturell und er habe sich selbst in ihm dargestellt.
Die Geschichte um Pelle Ohneschwanz erschien zuerst 1937 im schwedischen Radio, wo Knutsson sie erzählte. Im Jahr 1939 erschien dann das erste Buch. Bis 1972 erschienen insgesamt 13 Bücher über den Kater, die u. a. ins Dänische, Norwegische, Finnische, Englische, Niederländische und Deutsche übersetzt wurden.
Aufgrund der großen Bekanntheit und Popularität von Pelle Svanslös gibt es in Uppsala eine Statue des fiktionalen Katers, ein Pelle-Svanslös-Haus für Kinder und im Sommer tägliche Pelle-Schwanzlos-Spaziergänge, die zu den Orten der Bücher führen. Außerdem sind mehrere Asteroiden nach Knutsson und den Charakteren der Buchreihe benannt. 1949 führte die Königliche Oper in Stockholm die auf der Buchreihe basierende Kinderoper Pelle Svanslös mit der Musik von Erland von Koch auf. Bis zum Jahr 2001 stand das Stück jedes Jahr auf dem Spielplan und im Jahr 1990 verfilmte das Schwedische Fernsehen die Bühnenproduktion und strahlte sie aus.
Der Asteroid 8534 Knutsson wurde nach Gösta Knutsson benannt.

## Werk
Pelle Svanslös
- 1939: Pelle Svanslös på äventyr
  - dt.: Petter Schwanzlos (Loewes Verlag, 1953)
- 1940: Pelle Svanslös på nya äventyr
- 1941: Pelle Svanslös i Amerika
- 1942: Pelle Svanslös klarar sig
- 1943: Hur ska det gå för Pelle Svanslös?
- 1944: Pelle Svanslös och taxen Max
- 1945: Pelle Svanslös i skolan
- 1946: Heja Pelle Svanslös
- 1947: Pelle Svanslös och Maja Gräddnos
- 1948: Trillingarna Svanslös
- 1951: Alla tiders Pelle Svanslös
- 1957: Pelle Svanslös räddar julen
- 1972: Pelle Svanslös ger sig inte

Alle Bücher mit Ausnahme des letzten wurden von Lucie Lundberg illustriert. Das letzte Buch wurde von Lisbeth Holmberg-Thor illustriert.
Nalle Lufs
- 1949: Nalle Lufs
- 1950: Nalle Lufs i farten
- 1952: Nalle Lufs och Skrutten

Kurre Smack
- 1962: Kurre Smack lär sig klockan: berättelse om en vetgirig ekorre
- 1962: Sverige runt med Kurre Smack
- 1963: Stort och smått kring Kurre Smack
- 1964: Året runt med Kurre Smack
- 1964: Jorden runt med Kurre Smack
- 1964: Kurre Smack och alla husdjuren

Weitere
- 1953: Tuff och Tuss på äventyr
- 1954: Taxen Sofi
- 1958: Pigge Lunk
- 1964: Hasse Hare
- 1964: Johan och Pegg
- 1964: Stackars Svarten
- 1967: Tomas och Trassel
- 1968: Duns och Luns
- 1969: Kung Kul
  - dt.: Kleiner König immer lustig (Hermann Schaffstein Verlag, 1971)
- 1971: Nicke med luggen

## Verfilmungen
- 1964–1965: Pelle Svanslös (Fernsehserie)
- 1981: Pelle Ohneschwanz (Pelle Svanslös)
- 1985: Pelle auf großer Fahrt (Pelle Svanslös i Amerikatt)
- 1997: Pelle Svanslös (Fernsehserie)
- 2000: Pelle Svanslös och den stora skattjakten
- 2020: Pelle Svanslös